# La Oroya
La Oroya es una ciudad peruana, capital del distrito homónimo y de la provincia de Yauli ubicada en el departamento de Junín. Esta ciudad es el punto de convergencia de tres vías de comunicación del centro del país: una hacia la Costa (Lima); otra hacia el Sur (Jauja, Huancayo, Huancavelica y Ayacucho); y la tercera ruta hacia el Norte (Junín, Pasco, Tingo María y Pucallpa) y hacia el Este (Tarma, La Merced, Satipo). Tenía una población estimada de 24 476 hab. para 2015.
Fue fundada como San Jerónimo de Callapampa el 20 de julio de 1681 y, tras la Independencia, el 15 de noviembre de 1893 fue renombrada como Villa de La Oroya.

## Toponimia

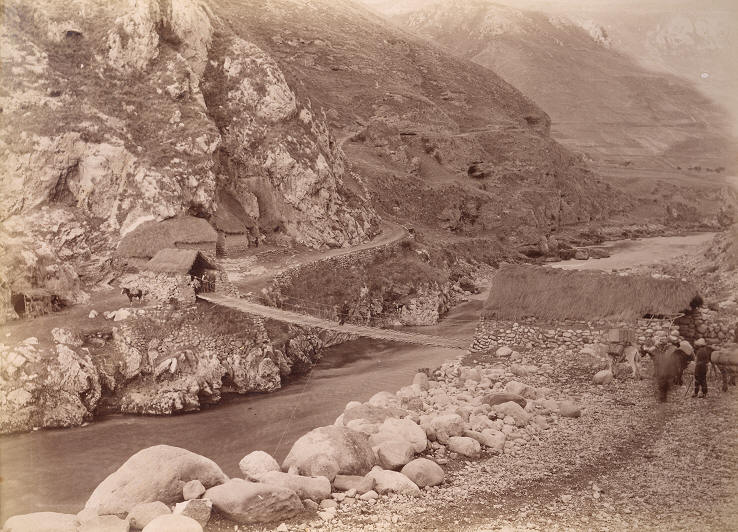
Puente colgante de La Oroya en 1881.

Según la tradición local, debe su nombre a una especie de puente colgante que permite trasladar personas y carga en recipientes llamados "oroyas", que tienen forma de canasta y que cruzaban el río Mantaro de una orilla a la otra.
Los cronistas coinciden en afirmar[cita requerida]  que el nombre de Oroya tiene relación con una instalación denominada así y que se utilizaba en América Precolombina para cruzar ríos. Consistía en una gran soga que atravesaba de banda a banda y a la que se colocaba un cestón o canasta en el que se introducía el viajero para pasar de un lado a otro.

## Espacio geográfico

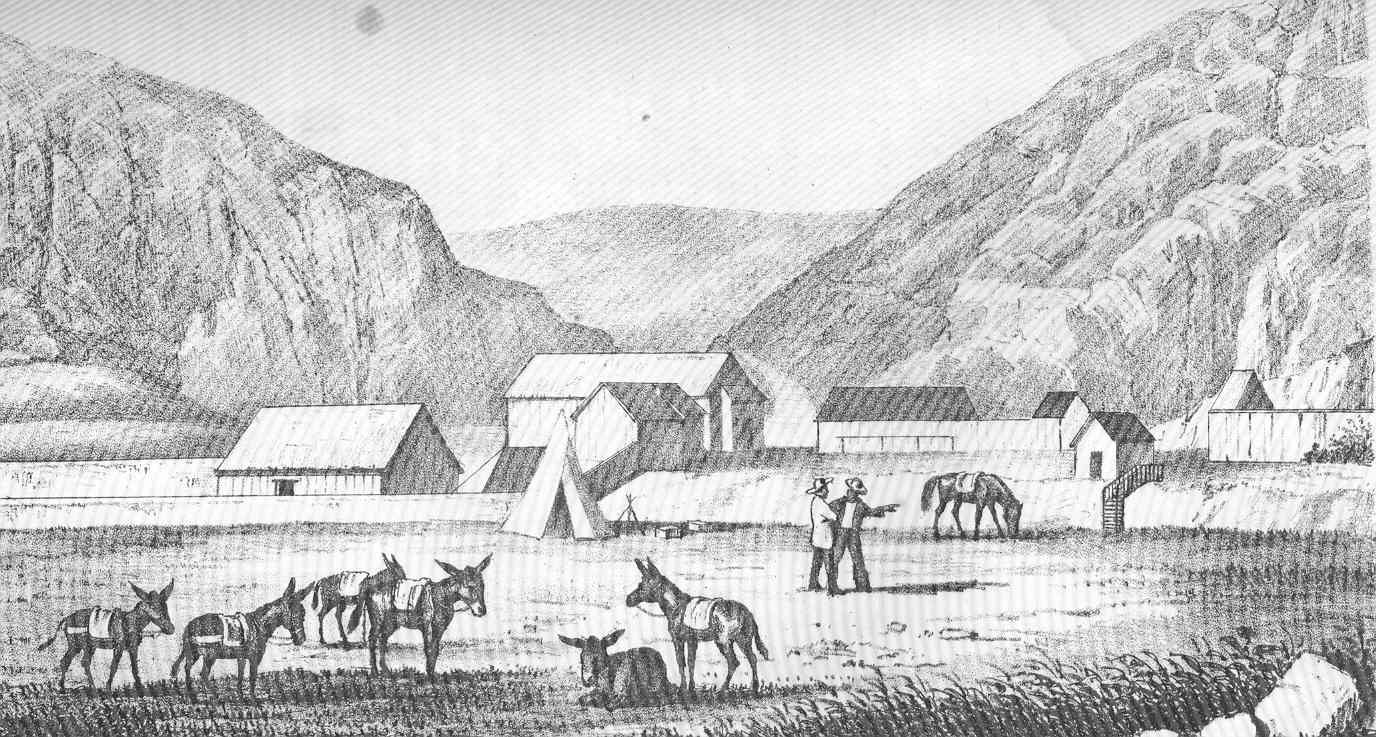
Por La Oroya en 1854.

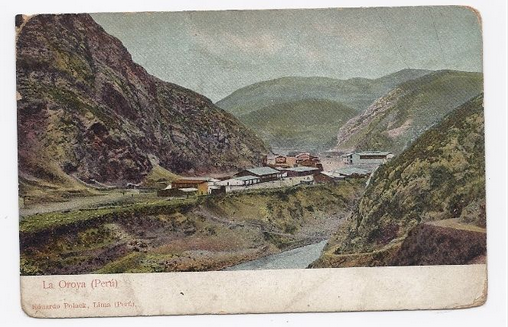
Postal de La Oroya en 1910.

### Ubicación
Está situado a 3720 m s. n. m. a orillas del Río Mantaro que genera un estrecho valle, a 176 km al este de Lima. Está enclavado en las estribaciones orientales de la Cordillera de los Andes. Debido a la ubicación en la puna andina y por su altitud, el clima es frígido y lluvioso. Posee una superficie total de 388,42 km².

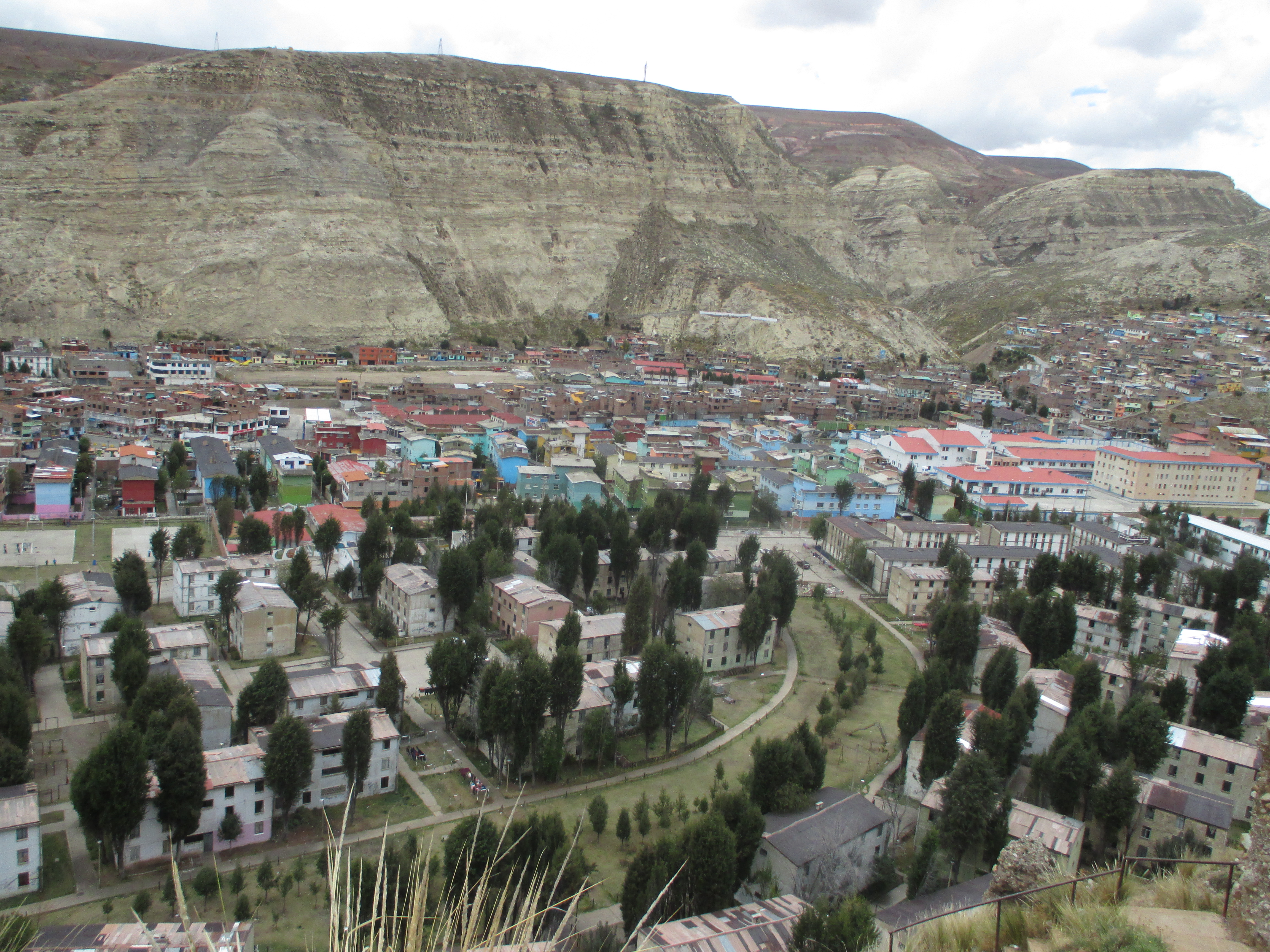
Vista Aérea de la Ciudad - Oroya Nueva

### Clima
El clima es frígido boreal y seco en las partes bajas o región Suni con una temperatura promedio de 8 °C. En la región Jalca el clima es frigido de tundra a veces gélido con temperaturas que descienden debajo de los 0 °C, con precipitaciones pluviales de 700 mm al año en forma variada, siendo los meses de diciembre, enero, febrero y marzo los de mayor precipitación pluvial. La temperatura varía de acuerdo a su altura, siendo la más alta registrada a la fecha de 22.2 °C en febrero de 1998 (Estación Oroya, 3750 m s. n. m.) y la más baja -8.1 °C en agosto de 1997 (estación Atocsaico 4150 m s. n. m.).
| Parámetros climáticos promedio de La Oroya | Parámetros climáticos promedio de La Oroya | Parámetros climáticos promedio de La Oroya | Parámetros climáticos promedio de La Oroya | Parámetros climáticos promedio de La Oroya | Parámetros climáticos promedio de La Oroya | Parámetros climáticos promedio de La Oroya | Parámetros climáticos promedio de La Oroya | Parámetros climáticos promedio de La Oroya | Parámetros climáticos promedio de La Oroya | Parámetros climáticos promedio de La Oroya | Parámetros climáticos promedio de La Oroya | Parámetros climáticos promedio de La Oroya | Parámetros climáticos promedio de La Oroya |
| Mes                                        | Ene.                                       | Feb.                                       | Mar.                                       | Abr.                                       | May.                                       | Jun.                                       | Jul.                                       | Ago.                                       | Sep.                                       | Oct.                                       | Nov.                                       | Dic.                                       | Anual                                      |
| ------------------------------------------ | ------------------------------------------ | ------------------------------------------ | ------------------------------------------ | ------------------------------------------ | ------------------------------------------ | ------------------------------------------ | ------------------------------------------ | ------------------------------------------ | ------------------------------------------ | ------------------------------------------ | ------------------------------------------ | ------------------------------------------ | ------------------------------------------ |
| Temp. máx. abs. (°C)                       | 21                                         | 22.2                                       | 20                                         | 19                                         | 19                                         | 19                                         | 18                                         | 19                                         | 20                                         | 20.3                                       | 21                                         | 21.9                                       | 22.2                                       |
| Temp. máx. media (°C)                      | 13.4                                       | 12.9                                       | 12.6                                       | 13.9                                       | 13.4                                       | 13.5                                       | 13.7                                       | 14.0                                       | 13.6                                       | 14.1                                       | 14.4                                       | 14.1                                       | 13.6                                       |
| Temp. media (°C)                           | 7.3                                        | 7.3                                        | 6.8                                        | 7.1                                        | 5.9                                        | 5.3                                        | 5.1                                        | 5.5                                        | 6.4                                        | 7.1                                        | 7.3                                        | 7.1                                        | 6.5                                        |
| Temp. mín. media (°C)                      | 1.3                                        | 1.8                                        | 1.0                                        | 0.3                                        | -1.6                                       | -2.9                                       | -3.4                                       | -2.9                                       | -0.8                                       | 0.1                                        | 0.2                                        | 0.2                                        | -0.6                                       |
| Temp. mín. abs. (°C)                       | -3                                         | -2                                         | -2                                         | -3                                         | -4                                         | -6                                         | -7                                         | -8.1                                       | -7                                         | -5                                         | -4                                         | -3                                         | -8.1                                       |
| Precipitación total (mm)                   | 120                                        | 135                                        | 130                                        | 68                                         | 29                                         | 13                                         | 15                                         | 26                                         | 51                                         | 80                                         | 72                                         | 107                                        | 846                                        |
| Días de precipitaciones (≥ )               | 17                                         | 19                                         | 18                                         | 13                                         | 7                                          | 4                                          | 4                                          | 6                                          | 9                                          | 14                                         | 13                                         | 15                                         | 139                                        |
| Humedad relativa (%)                       | 72.3                                       | 74.8                                       | 76.8                                       | 71.5                                       | 68.1                                       | 66.3                                       | 67.6                                       | 65                                         | 67.5                                       | 69.2                                       | 68.1                                       | 71.5                                       | 69.9                                       |
| Fuente n.º 1: Senamhi                      |                                            |                                            |                                            |                                            |                                            |                                            |                                            |                                            |                                            |                                            |                                            |                                            |                                            |
| Fuente n.º 2: Climate-data.org             |                                            |                                            |                                            |                                            |                                            |                                            |                                            |                                            |                                            |                                            |                                            |                                            |                                            |

## Demografía

### Población

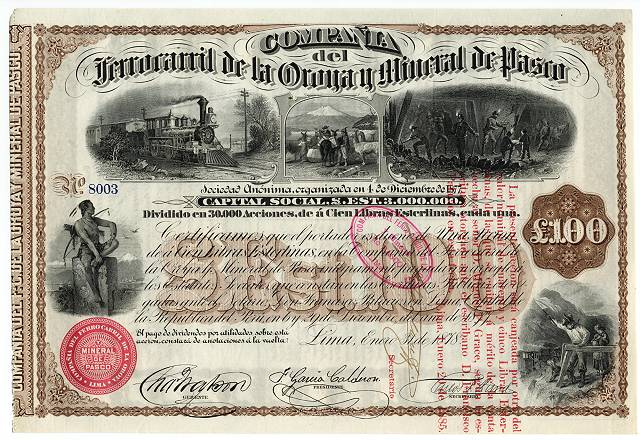
Un certificado de acciones del ferrocarril de La Oroya de 1878

La Oroya cuenta aproximadamente 18 000 habitantes en la zona urbana (INEI 2007). El espacio urbano y periurbano, incluyendo Santa Rosa de Sacco llamado La Oroya Nueva. Los pobladores descienden principalmente de migrantes de Tarma, Huancayo y Huánuco, quienes llegaron por el boom minero en el siglo XX.

## Transporte

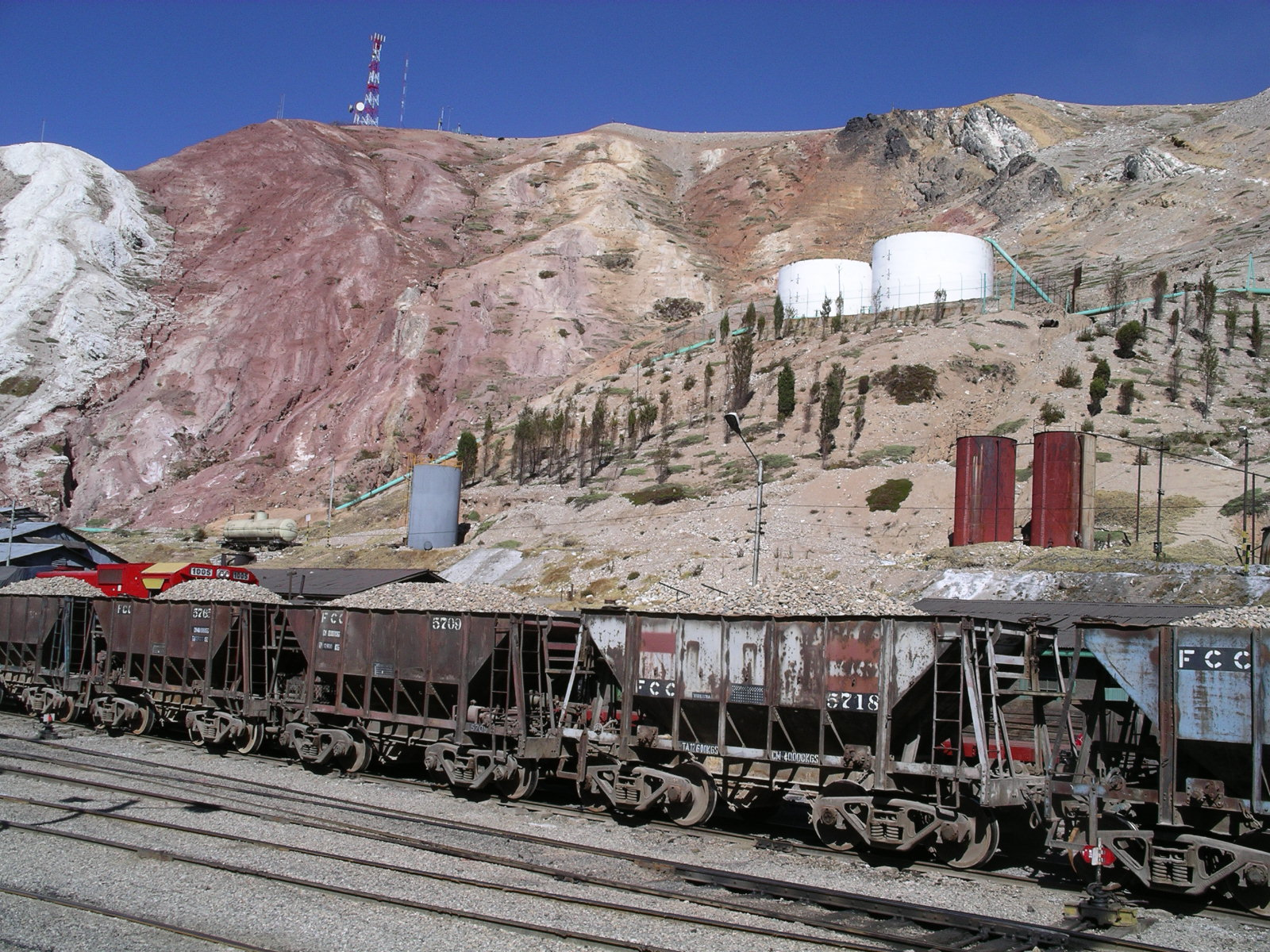
Ferrocarril Central Andino 8 en La Oroya

### Transporte terrestre

#### Carretera Central
En esta ciudad, la Carretera Central se divide en dos ramales: uno se dirige al sur, hacia Huancayo, la capital de la región; y el otro ramal hacia el norte y hacia la selva central del Perú. 

#### Túnel Transandino
Existen varios proyectos de Túneles Transandinos. Actualmente se estudia una nueva vía entre La Oroya y Lima, que va a comportar túneles de máximo seis kilómetros por razones económicas.

### Transporte urbano
- Taxis
- Autos Colectivos

### Transporte ferroviario
- Lima - La Oroya, llegando por el este a La Oroya
- La Oroya, hacia el norte hacia Cerro de Pasco
- La Oroya, hacia el sur, hacia Jauja, Huancayo, Huancavelica

## Economía

### Minería y metalurgia
En sus alrededores operan grandes compañías dedicadas a la minería, como Doe Run Perú, Minera Chinalco, Volcán Compañía Minera, Compañía Casapalca, Austria Duvaz, Argentum, entre otras. Es conocida además por poseer una de las chimeneas más altas de Sudamérica. Su calidad de gran centro metalúrgico ha provocado uno de los mayores casos de contaminación. Las grandes compañías mineras, tanto nacionales como extranjeras, asentadas allí desde el siglo XIX, poco o nada hicieron para paliar esta situación, lo que ha derivado actualmente en el grado de contaminación del aire, que a ciertas horas del día, especialmente al mediodía, se hace casi irrespirable. 

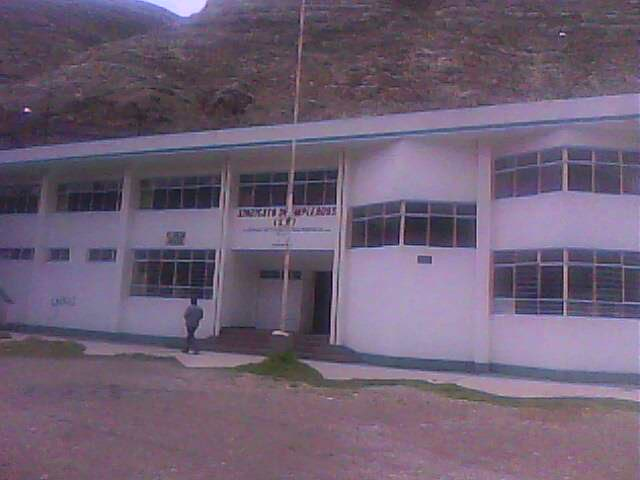
Sindicato de empleados de Doe Run.

### Agricultura y ganadería
La producción agrícola en La Oroya es limitada. De los diez distritos que la conforman, solo en tres se cultiva (Chacapalpa, Huayhuay y La Oroya, en este orden de acuerdo al volumen de producción). Se cría ganado ovino en pequeñas cantidades, aunque [¿cuándo?] se están haciendo campañas a fin de introducir nuevas razas y mejorar las existentes.
La crianza de animales menores consta de cuy, conejo y gallina.

### Comercio local
El uso comercial de La Oroya ocupa una superficie de 15.33 hectáreas. Se desarrolla principalmente en la parte baja de la Oroya Antigua en Horacio Zevallos y Marcavalle en La Oroya Nueva, lunes y jueves, con gran acogida debido a la llegada de pobladores de los distritos y otras provincias que ofrecen sus productos a la población oroina. En esta zona se encuentran instituciones financieras, tiendas de artefactos, bodegas, etc. El comercio especializado se desarrolla principalmente sobre el eje de la carretera central en Santa Rosa de Sacco como restaurantes, servicentros, talleres, tiendas. El Comercio Vecinal y Local es constituido por mercados y bodegas donde se expenden productos de primera necesidad.

#### Bancos y financieras

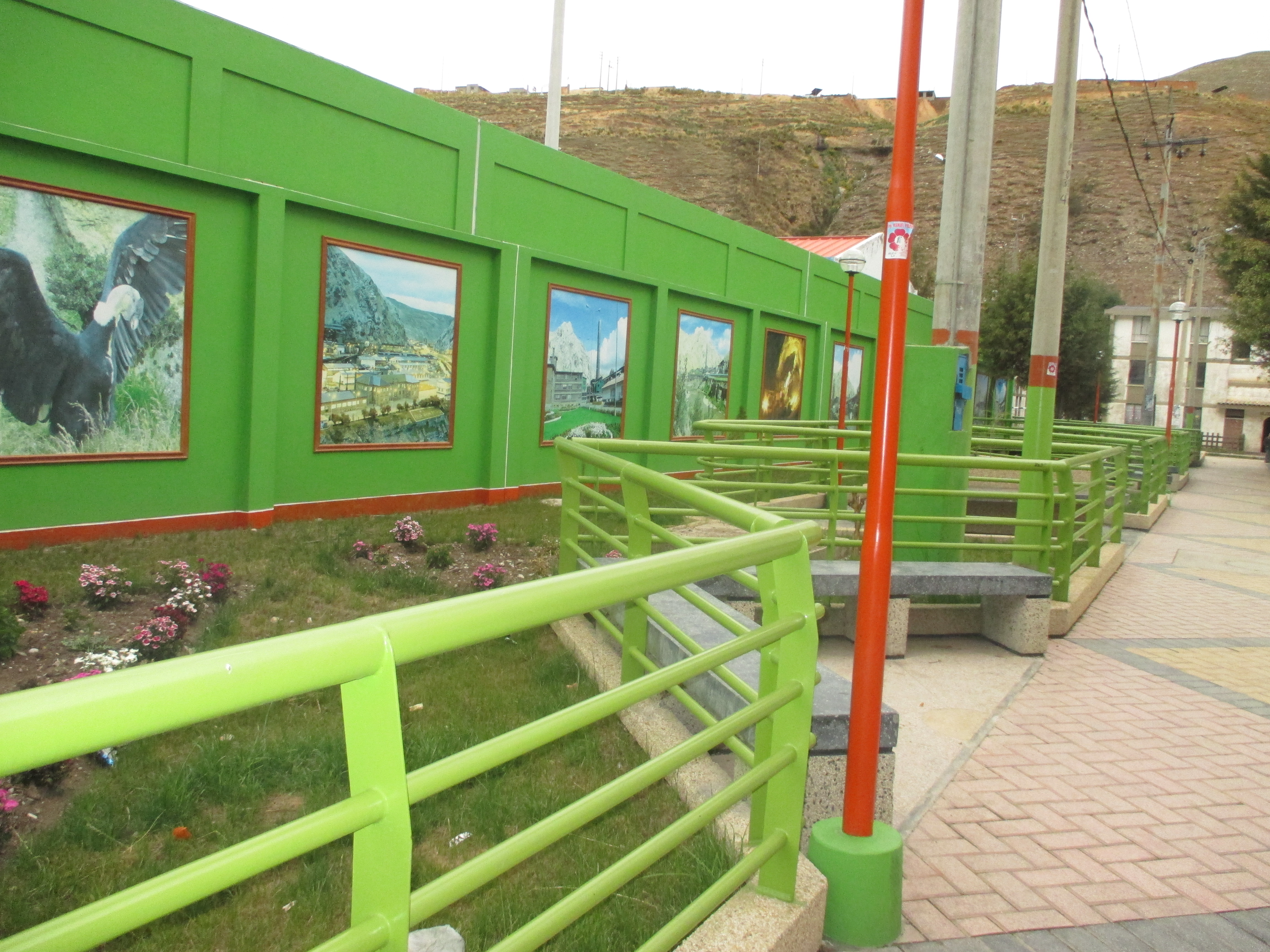
Paseo de la Cultura- Santa Rosa de Sacco

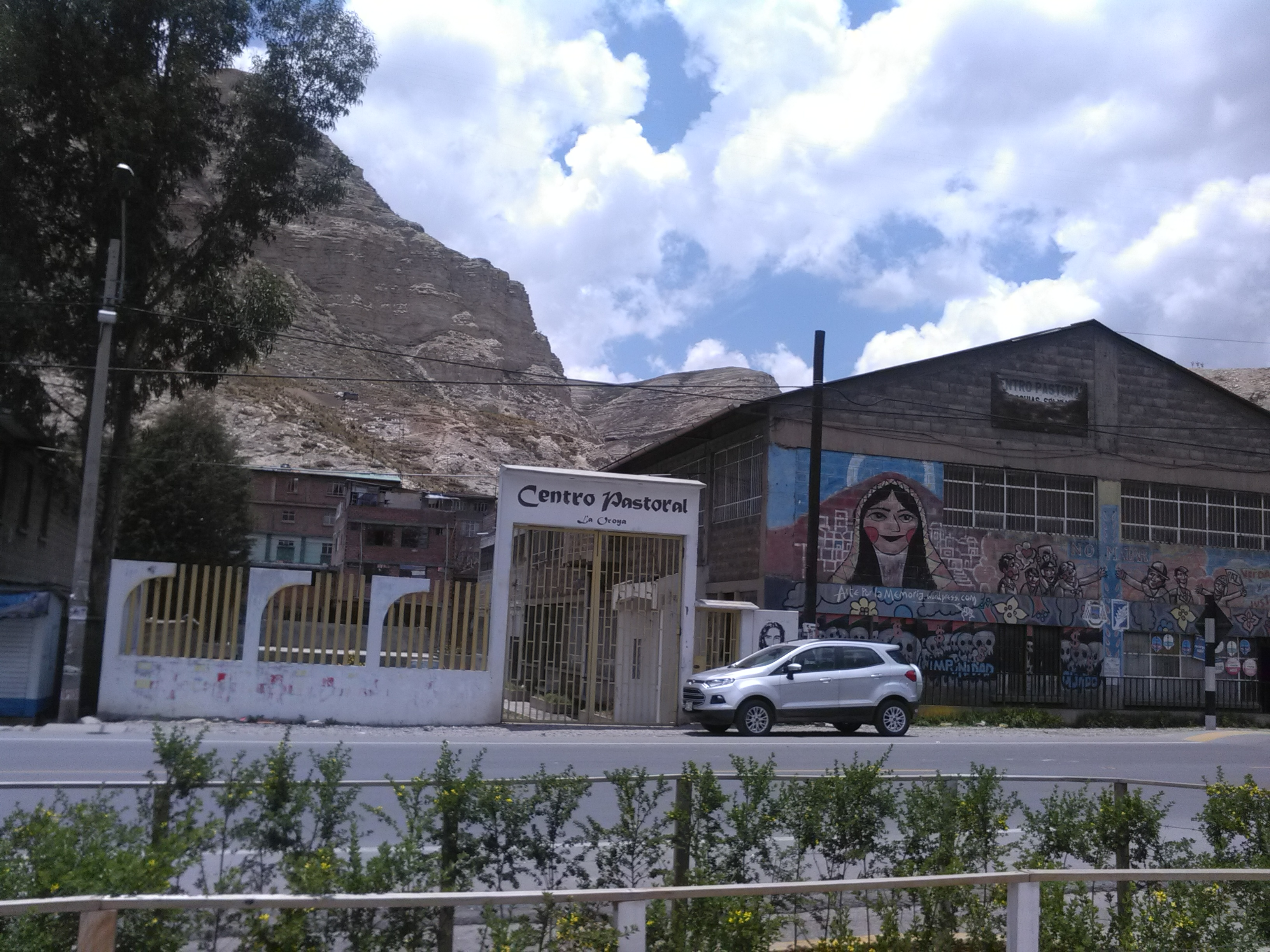
Centro pastoral de la oroya

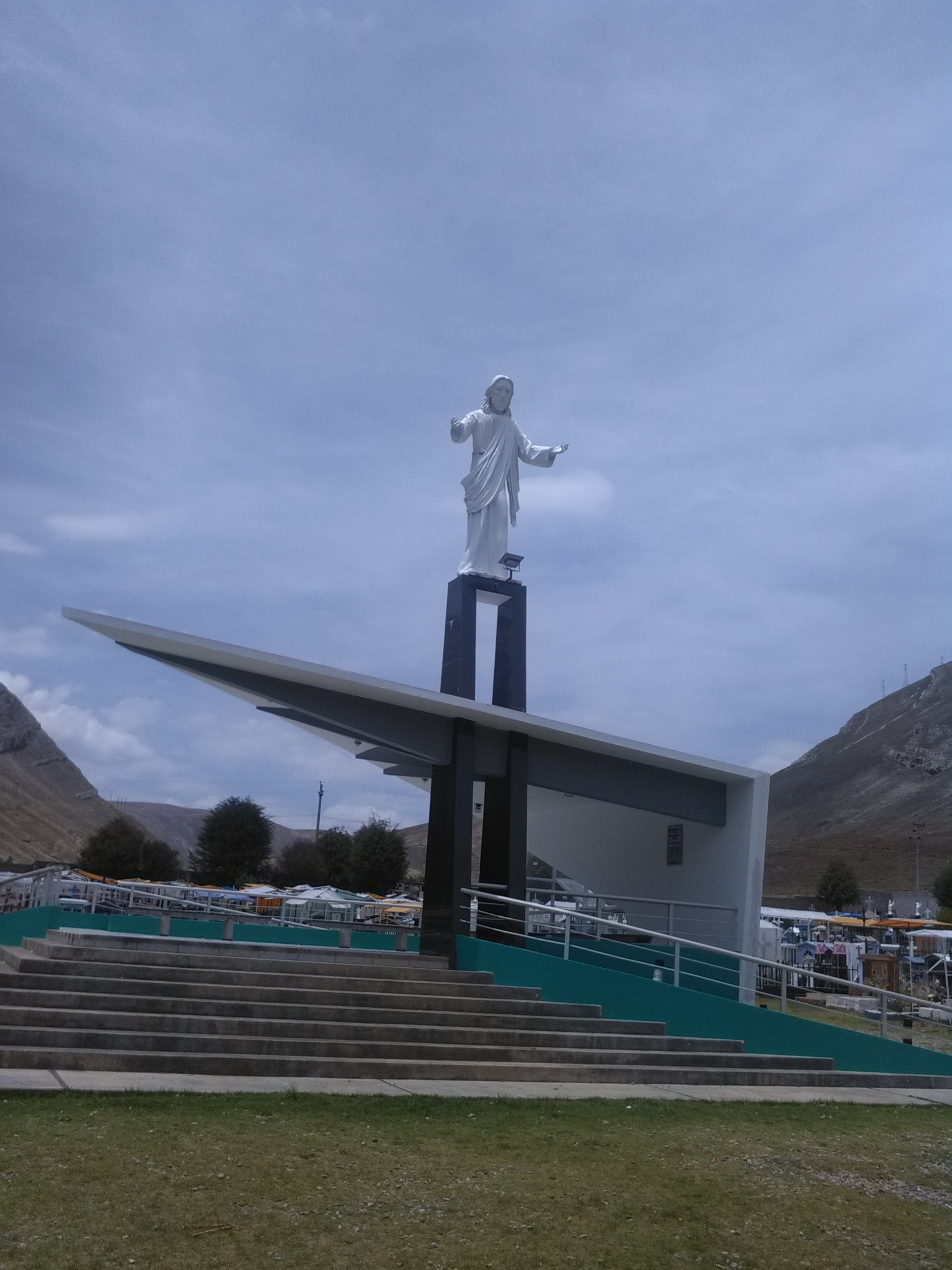
Osario- Santa Rosa de Sacco

- Banco de Crédito del Perú
- BBVA Banco Continental
- Banco de la Nación
- Caja Huancayo
- Caja Arequipa
- Financiera Confianza
- Cooperativa Crediplata
- Cooperativa Centrocoop

## Telecomunicaciones

### Televisión
Se transmiten en la ciudad de La Oroya mediante la señal cerrada por las empresas locales Telecable y Cablevisión y las transnacionales Claro, DIRECTV y Movistar. Para la señal abierta solamente se transmite La tele.

### Telefonía
Los servicios públicos de telefonía fija los proveen las multinacionales Telefónica y Claro, las compañías de telefonía celular que operan en La Oroya son Movistar, Entel, Claro y Bitel con bastante demanda en la población de la Oroya.

### Radios locales
Existen diferentes emisoras, además de contar con nuevos géneros musicales muy poco difundidos en Perú.
- Radio La 89 - 89.3 FM Melody "siempre a tu lado"
- Radio Éxito - 91.7 FM Y 1290AM (Grupo Visión)
- Radio Karisma - 92.9 FM  "Mi radio fiesta"
- Radio Exclusiva - 94.3 FM "Del Perú Para el Mundo..."
- Radio Cinética - 97.3 FM
- Radio Key Love - 99.3 FM (Grupo Visión)
- Radio La Oroya - 100.1 FM
- Radio Ozono - 101.7 FM  "Tu estación premiun" (Grupo Visión)
- Radio Minería - 104.5 Fm
- Radio Stereo Mix - 105.3 FM  "La voz de la juventud"
- Antena Radio - 105.9 FM
- Radio La X - 106.7 "Lo mejor de lo mejor"
- Radio Super Stereo - 107.5 FM
- Radio La Faktoria .. Mundo Deportivo Luis Monroy Hurtado -- 95.3
- Radio Israel Vuelve .. profundos recuerdos -- 91.32

### Radios en línea producidas en La Oroya
- Oroya Manchester Radio
- Radio Synthpop

### Radios nacionales
- Radio La Zona - 95.9 FM,
- RPP - 100.7 FM,
- Radio Panamericana - 102.5 FM
- Radio Bethel - 90.9 FM.

## Salud
Por ser la capital de la provincia, La Oroya cuenta con importantes instituciones de salud.
- Ministerio de Salud

- Centro de Salud

- Ministerio de Trabajo

- Hospital  "Alberto Hurtado Abadía" EsSalud La Oroya (fundación jun 1953)
- Centro del Adulto Mayor

- Hospitales y Clínicas Particulares

- Hospital Chulec (fundación 1921)
- Clínica Gonzales

- Clínica Paredes

## Educación
La educación en la Oroya cuenta con educación inicial (0 a 5 años), primaria, secundaria y superior.

### Instituciones de educación inicial
- Institución Educativa Victoria Barcia Boniffati
- Institución Educativa Nuestra Señora de Fátima
- Institución Educativa Señor de Muruhuay N° 482

### Instituciones de educación primaria
- Institución Educativa Miguel Grau
- Institución Educativa Manuel Scorza
- Institución Educativa Leoncio Astete Rodríguez
- Institución Educativa Francisco Bolognesi
- Institución Educativa Daniel Alcides Carrión
- Institución Educativa Jorge Basadre
- Institución Educativa N° 31519 "Nuestra Señora De Fátima"
- Institución Educativa Antonio Raimondi
- Institución Educativa José Antonio Encinas
- Institución Educativa Héroes del Cenepa
- Institución Educativa Particular INNOVA

```

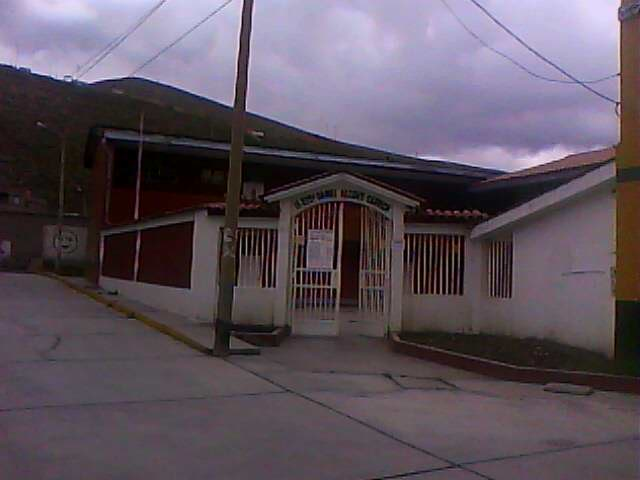
I.E Daniel Alcides Carrión

Institución Educativa particular La Nueva Esperanza
```

### Instituciones de educación secundaria
- Institución Educativa José María Arguedas

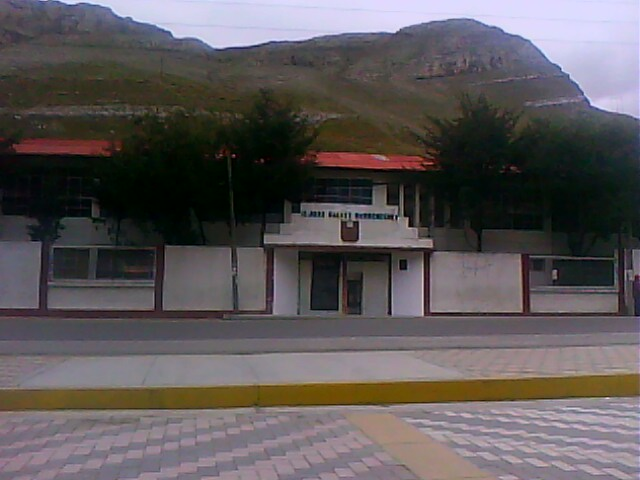
I.E José Gálvez Barrnechea

- Institución Educativa José Gálvez Barrenechea
- Institución Educativa Gran Mariscal Ramón Castilla (ex INEI 11)
- Institución Educativa José Cabrera Alamoz
- Institución Educativa Amalia Espinoza
- Institución Educativa José Olaya
- Institución Educativa Ricardo Palma (Morococha)
- Institución Educativa Purísima Concepción de Paccha 2
- Institución Educativa Campaña de la Breña
- Institución Educativa José Carlos Mariátegui

### Instituciones de educación integradas
- Institución Educativa Particular "Mayupampa"
- Institución Educativa Particular "Talentos"
- Institución Educativa Particular "San Gaspar"
- Institución Educativa Particular "Juan XXIII"
- Institución Educativa Particular "Isaac Newton"
- Institución Educativa Particular "Ingeniería"
- Institución Educativa Particular "Sollertia"
- Institución Educativa Particular "Luz del Mundo"

### Instituciones de educación superior
- Instituto de Educación Superior Tecnológico Público "La Oroya"
- Centro de Capacitación Técnica "Goblin Miner"
- SENATI

## Deporte

### Fútbol
El deporte más popular en la ciudad de La Oroya es el fútbol siendo la Copa Perú la más importante. La Oroya ocupa la región V junto con los departamentos de Pasco y Huánuco. El equipo más recordado fue el Cultural Hidro; llegó a la etapa regional en 1996 y al año siguiente quedó tercero en la Finalísima de la Copa Perú 1997 y fue eliminado en cuartos de final de la Copa Perú 1998 por el IMI de Talara, ya en el año 2000 llegó hasta la etapa regional siendo superado por el León de Huánuco.
Pocos años después en el 2004 el Concentradora Santa Rita llega a los octavos de final de la Copa Perú siendo eliminado por el San José de Ica. En el 2011 el Deportivo Municipal de Morococha llega a la Etapa Regional siendo eliminado por ADT de Tarma.
En el 2012, iniciaron su participación en la primera fase de la Copa Perú etapa departamental los equipos del Deportivo Municipal de La Oroya, Comerciantes Túpac Amaru de La Oroya y Deportivo Municipal de Morococha, siendo este último equipo eliminado en esta instancia por el Deportivo Municipal de Mazamari en partidos de ida y vuelta.
Para la 2.ª fase se realizó un sorteo entre los 12 equipos clasificados de la primera fase para agruparlos en 3 grupos de 4 equipos cada uno, clasificando a la siguiente etapa los ganadores de cada grupo y el mejor segundo. En el grupo 2 lo conforman Deportivo Municipal de La Oroya, Academia Municipal de Pichanaki, Echa Muni de Pampas y el Lolo Fernández de Chupaca. El grupo 2 lo ganaría Academia Municipal con 12 puntos quedando eliminado Deportivo Municipal.
El grupo 3 lo integran Santa Rosa PNP de Huancayo, Comerciantes Túpac Amaru de La Oroya, Deportivo Municipal de Mazamari y Cultural Vicentina de Tarma. En este grupo clasificaría a la siguiente etapa el Deportivo Municipal con 12 puntos dejando afuera al Comerciantes Túpac Amaru de La Oroya.
Los principales estadios de esta ciudad son:
- El estadio IPD,
- El estadio de Shincamachay
- El estadio municipal de Santa Rosa de Sacco.

°Estadio ADP 
Academia Deportiva Peru

## Turismo
- Complejo Metalúrgico de La Oroya
- Aguas Termales en Yauli
- Nevado Tunsho
- Lagunas de Marcapomacocha

## Complejo metalúrgico de La Oroya
El Complejo metalúrgico de La Oroya (CMLO) está compuesto de un conjunto de fundiciones y refinerías diseñadas para transformar el mineral poli-metálico típico de los andes centrales peruanos en diez metales (cobre, zinc, plata, plomo, indio, bismuto, oro, selenio, telurio y antimonio) y nueve subproductos (sulfato de zinc, sulfato de cobre, ácido sulfúrico, trióxido de arsénico, óleum, bisulfito de sodio, óxido de zinc, polvo de zinc, concentrado zinc/plata).
La fundición y refinerías de La Oroya conforman uno de los centros metalúrgicos con mayores retos tecnológicos del mundo, combinando en un solo lugar las diversas tecnologías y procesos requeridos para transformar los concentrados poli-metálicos y extraer de ellos elementos de alto valor. 
El Complejo metalúrgico de La Oroya maneja tres circuitos independientes pero totalmente integrados para el procesamiento de cobre, plomo y zinc y un sub-circuito para el procesamiento de metales preciosos. Consecuentemente, la producción en La Oroya consiste en diversos procesos complejos, que se ejecutan gracias al conocimiento especializado y la experiencia adquiridos a través del tiempo. 
Históricamente el complejo operó en 1922. Desde 1997 con la llegada de Doe Run Perú, el Estado vendió su complejo para la modernización de todos los aspectos productivos de la zona. Estas mejoras incluyeron una reducción contundente en emisiones fugitivas y de polvo metálico por la chimenea principal, lo cual ha dado como resultado una mejor calidad de aire en La Oroya. También, toda contaminación mensurable por descargas de efluentes del Complejo ha sido eliminada. Sin embargo, la toxicidad y la crisis económica conllevó a la suspensión de operaciones en 2009.